# Maison d'Atatürk

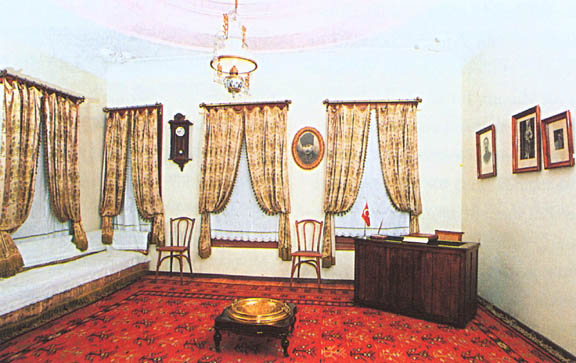
La chambre où est né Atatürk

La maison d'Atatürk, devenue musée Atatürk (en grec moderne : Μουσείο Ατατούρκ) est la maison de naissance du chef d'État turc Mustafa Kemal Atatürk (1881–1938). Elle est située à Thessalonique, en Grèce.

## Histoire
La maison a été construite avant 1870 à Selânik (nom turc de Thessalonique), qui faisait alors partie de l'Empire ottoman. Depuis le mariage d'Ali Rıza Efendi et de Zübeyde Hanım en 1878, il est habité par la famille Atatürk. Kemal Atatürk est né dans une salle avec cheminée au deuxième étage en 1881 et y a passé son enfance. Après le décès du père en 1888, la mère et ses trois enfants emménagent dans un autre immeuble.
Le 9 novembre 1933, à l'occasion du dixième anniversaire de la fondation de la République de Turquie par Kemal Atatürk, une plaque de marbre offerte par la ville de Thessalonique a été dévoilée sur la maison. En 1937, la ville acheta le bâtiment et en fit don à Atatürk. Sans visiter à nouveau la maison, Atatürk est décédé un an plus tard.
En 1950, la maison a été rénovée selon les plans du critique littéraire Enver Ziya Karal. En plus du mobilier d'origine, d'autres meubles et tapis provenant du palais de Dolmabahçe et du palais de Topkapı à Istanbul ont été ajoutés pour rendre la maison telle qu'elle aurait pu être en 1878. Des vêtements du musée Anıtkabir à Ankara ont également été mis à disposition. Une bibliothèque a été installée au rez-de-chaussée. Le 10 novembre 1953, la maison a été rouverte.
Dans la nuit du 6 septembre 1955, un engin explosif a éclaté sur la maison et a causé des dommages considérables à la fois à la maison et aux bâtiments environnants. Le reportage en Turquie sur l'événement a été un déclencheur pour le pogrom d'Istanbul, qui était principalement dirigé contre la minorité grecque locale. Six ans plus tard, un tribunal turc a condamné le Premier ministre turc Adnan Menderes et son entourage pour l'attentat.

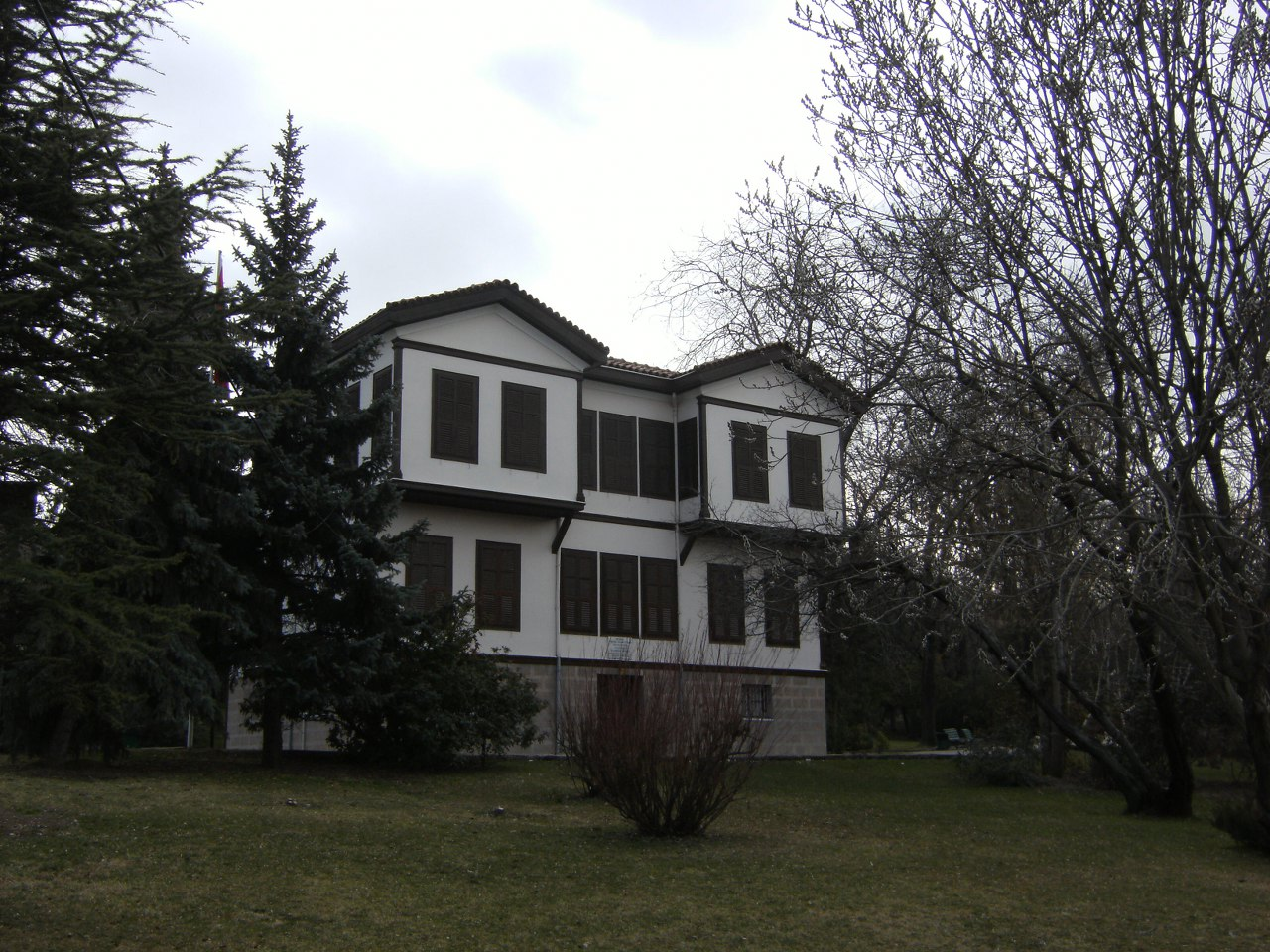
Réplique du bâtiment d'Atatürk Orman Çiftliği à Ankara

En 1981, le bâtiment a été rénové ; dans le même temps, une réplique a été construite sur le site de la ferme forestière d'Atatürk (en) à Ankara.
La maison Atatürk à Thessalonique est une destination populaire pour les touristes turcs.

## Architecture
Le bâtiment est symétrique et dispose d'un grand jardin côté cour. À l'intérieur, il y a aussi un grand grenadier que le père d'Atatürk a planté. Le consulat général de Turquie est également situé sur la propriété.